# Kanaky
Pour un article plus général, voir Nouvelle-Calédonie.
Kanaky (aussi écrit Kanakie,, ou Canaquie) est le nom donné à la Nouvelle-Calédonie par les indépendantistes kanak depuis les années 1970, et dérive du mot hawaïen kanaka (signifiant « homme ») .

## Histoire
Le terme est inventé par l’historienne et ethnographe Roselène Dousset-Leenhardt (1918-2004), fille du pasteur Maurice Leenhardt. Le nom « Kanak » désigne désormais les Mélanésiens de cet archipel. Après la création du Front de libération nationale kanak et socialiste (FLNKS) le 24 septembre 1984, le boycott actif des élections territoriales du 18 novembre suivant et l'entrée dans la période dite des « Événements » (1984-1988), les indépendantistes choisissent d'obtenir l'indépendance par la force et créent certaines institutions et symboles qui doivent servir de base au futur État baptisé « Kanaky ».

## Les institutions indépendantistes des années 1980
Dès le 1er décembre 1984 est créé un « Gouvernement provisoire de Kanaky » (GPK), véritable exécutif parallèle et clandestin ayant autorité sur les zones contrôlées par le FLNKS. Il est présidé par Jean-Marie Tjibaou (leader du FLNKS, Union calédonienne [UC]) et, outre ce dernier, comprend quatre membres :
- un ministre de l'Intérieur et des Communications, André Gopoea (leader de l'Union progressiste en Mélanésie), chargé surtout des questions foncières.
- un ministre de la Sécurité, Éloi Machoro (secrétaire général de l'UC) puis, après sa mort le 12 janvier 1985, Léopold Jorédié, chargé d'organiser le boycott actif et les actions sur le terrain.
- un ministre des Relations extérieures, Yann Céléné Uregeï (leader du Front uni de libération kanak), chargé d'obtenir le soutien d'États souverains (surtout les pays mélanésiens voisins, et notamment le Vanuatu, mais aussi ceux du mouvement des non-alignés et en particulier la Libye de Mouammar Kadhafi) et de relayer les revendications du FLNKS auprès des instances régionales (le Forum des îles du Pacifique) et internationales (l'Assemblée générale des Nations unies qui vote le 2 décembre 1986 à la majorité des 3/5e de ses membres la résolution 41/41 A affirmant « le droit inaliénable du peuple de la Nouvelle-Calédonie à l’autodétermination et à l’indépendance » et inscrivant l'archipel sur la Liste des territoires non autonomes selon l'ONU).
- un porte-parole, ministre des Finances et de la Solidarité nationale, Yeiwéné Yeiwéné (UC), chargé de la trésorerie du mouvement indépendantiste et des questions identitaires, culturelles ou éducatives (avec les Écoles populaires kanak), ainsi que de la propagande via notamment les « Éditions populaires » (Edipop) d'Ismet Kurtovitch (UC), Radio Djiido fondée en 1985 par Octave Togna (UC), l'Agence kanak de presse (AKP) créée en 1988 (avec son journal La Dépêche kanak) et confiée à Jean-Pierre Déteix (UC-Comité Pierre Declercq et secrétaire général du GPK) ou l'hebdomadaire Bwenando lancé en 1985 sous la direction de Jacques Violette (PSK).

Il est élu par une « Convention nationale de Kanaky » (CNK) composée de 37 « députés » désignés par les conventions régionales des comités de lutte locaux (un comité est établi par commune initialement pour y organiser le boycott actif, les barricades, les coups de force et occupations de propriétés publiques ou privées appartenant à des Calédoniens d'origine européenne, le comité de lutte est également chargé à partir du congrès de Nakéty de l'organisation économique et sociale). Il est pourtant contrôlé et subordonné, tout particulièrement après le congrès de Nakéty de février 1985, par le bureau politique (BP) du FLNKS, composé de deux représentants par parti et « groupe de pression » formant le front. Le GPK est à partir de là chargé d'entériner les décisions du congrès et du BP, de les faire appliquer et connaître et d'administrer le mouvement indépendantiste.
Le 18 octobre 1987, au nom du GPK, Jean-Marie Tjibaou dépose — un mois après le référendum d'autodétermination organisé par le gouvernement français et boycotté par le FLNKS qui a vu toutefois l'indépendance rejetée par 98,3 % des suffrages exprimés et par 58,1 % des inscrits — à l'ONU un projet de constitution pour « Kanaky », « république démocratique, laïque et socialiste » qui aurait pour fondement social la coutume traditionnelle kanak et pour principe économique le socialisme, souhaitant donner une forme juridique au principe de l'Indépendance kanak socialiste (IKS) défendue par le FLNKS. L'organisation territoriale souhaitée prévoit trois niveaux de gouvernement : local (communes), régional (les huit aires coutumières traditionnelles kanak) et national (avec pour capitale Nouméa, qui aurait un statut à part), chaque échelon étant dirigé par une assemblée (élue par les seuls Kanak, sur le modèle des comités de lutte, conventions régionales et convention nationale déjà appliquée par le FLNKS) et une instance coutumière (conseil ou sénat, principe repris ensuite par les statuts issus des Accords de Matignon en 1988 puis de Nouméa en 1998), afin d'« administrer ou coadministrer [...] le patrimoine naturel du peuple indigène ». Le français serait reconnu comme langue véhiculaire officielle et des accords de coopération avec la France seraient établis.
Si, après les Accords de Matignon, le GPK et toutes les institutions parallèles du FLNKS sont dissoutes, le terme de « Kanaky » reste le terme essentiellement utilisé par les indépendantistes pour désigner l'État souverain qu'ils souhaitent voir naître un jour.

## Le «drapeau de Kanaky»

Le « drapeau de Kanaky »

Le même jour que l'installation du GPK le 1er décembre 1984 est hissé pour la première fois à la tribu de la Conception au Mont-Dore le drapeau dit « de Kanaky », « Kanaky » ou « indépendantiste ».
Celui-ci est toujours utilisé comme emblème par tous les partisans de l'indépendance : jusqu'en 2010, il flotte généralement aux côtés du drapeau français et du pavillon municipal dans les communes dont le maire est indépendantiste , depuis il est affiché sur la plupart des institutions. Il est aussi devenu un motif fréquent sur les tissus et vêtements.
Il est toutefois rejeté, en tant qu'emblème commun de la collectivité, par la plupart des non-indépendantistes.
Le drapeau est à cinq couleurs (bleu, rouge, vert, jaune et noir). Il comprend trois bandes horizontales (de haut en bas : bleu, rouge et vert) surmontés d'un cercle jaune légèrement décalé sur la gauche et comportant en son centre, en ombre chinoise, une flèche faîtière de case traditionnelle kanak percée d'une toutoute. Sa symbolique est ainsi expliquée par Jean-Marie Tjibaou :
- « vert qui symbolise la terre, les ancêtres, la richesse du sol et l'espoir »,
- « rouge qui symbolise le sang versé dans la lutte, le socialisme et l'unité du peuple »,
- « bleu qui symbolise le ciel et le Pacifique environnant »,

En outre, Jean-Marie Tjibaou tenait à ce que les couleurs initiales de la Révolution française restent présentes (à l'exception du blanc, représentant le pouvoir royal) « en rappel du peuple qui se soulève contre l'oppresseur et de la déclaration des droits de l'homme » (discours du 5 décembre 1984).
- « et le Soleil, sur lequel s'inscrit en noir la Case avec la flèche faîtière et son Toutoute ». La flèche faîtière à toutoute stylisée est un symbole largement réutilisé notamment dans des emblèmes de collectivités locales contrôlées par les indépendantistes et majoritairement peuplées de Kanak : elle figure ainsi sur les pavillons des Provinces Nord et Îles Loyauté, mais aussi dans le blason de la Nouvelle-Calédonie. Elle représente le « frère aîné », à savoir le chef de clan, ou, aux Îles Loyauté, le grand chef du district, et est donc devenu le symbole de l'organisation clanique et coutumière kanak[14],[15],[16].